# 高树勋旧居
高树勋旧居是原中华人民共和国河北省人民政府副主席、副省長、國防委員會委員高树勋在天津的旧居，始建于1931年，坐落于当时的天津英租界的香港道（Hong Kong Road）（今和平区睦南道141号），目前是天津市文物保护单位 和重点保护等级历史风貌建筑。

## 高树勋
高樹勛为河北鹽山人。民國時期軍事人物。他最初曾跟隨馮玉祥，後來與馮一起歸順國民黨，曾在1931年時因不同意蔣介石對共產黨的軍事行動而離開軍隊，暫居天津。1933年5月，他與吉鴻昌前往張家口協助馮玉祥建立察哈爾民眾抗日同盟軍。1937年盧溝橋事件發生後，高樹勛整編河北民團，組成「河北暫編第一師」，後被國民政府整編為「暫編第九師」（後為「新編第六師」）。最後成為十軍團第八軍，由高擔任軍長一職。1940年11月，過去與高同為馮玉祥部屬的39集團軍司令石友三企圖投降日軍；同年12月1日，高樹勛與臧伯風、畢廣垣和孫良誠等人合謀殺掉石友三。
二戰結束後，國共軍事對立明朗化。1945年9月19日，高樹勛被蔣介石任為「第十一戰區副司令」兼「新八軍」軍長，但高樹勛過去與八路軍關係良好，又不滿蔣介石，於是派出屬下王定南和劉伯承、鄧小平聯絡。同年10月30日，高樹勛於邯鄲馬頭鎮率領「新八軍」與河北民兵歸順共產黨，稱為「邯鄲起義」。是國共內戰時期最早歸順共產黨的國民黨將領。同年11月13日，高加入中國共產黨。中華人民共和國建立後，高樹勛曾任河北省人民政府副主席、副省長、國防委員會委員等職。1972年逝世於北京。

## 建筑
高树勋旧居東抵雲南路，南臨馬場道，西臨昆明路，院中共有楼、平房29间，北沿睦南道，佔地面積1275平方米，建築面積614平方米，为砖木结构二层楼房，局部为三层，建筑两侧为平面，中间立面为凸起的半圆形玻璃窗。建筑左侧设有伞状塔楼，屋顶为红瓦坡顶并设有外露的半木屋架构件。外立面为琉缸砖清水墙面和浅色混水墙面搭配，为一座英国民居的风格的建筑。